# Rudolf Špoták
Rudolf Špoták (* 15. září 1983 Stod) je český politik a personalista, v letech 2022 až 2024 hejtman Plzeňského kraje (předtím v letech 2020 až 2022 náměstek hejtmanky), od roku 2019 zastupitel města Domažlice, bývalý člen Pirátů.

## Život
Narodil se ve Stodě, ale většinu života bydlí v Domažlicích, kde také vystudoval Gymnázium J. Š. Baara (maturoval v roce 2004). Během studia střední školy opakoval ročník. V letech 2004 až 2007 studoval podnikovou ekonomiku a management na Západočeské univerzitě v Plzni, ale studia nedokončil.
Živil se jako personalista a specialista lidských zdrojů. Konkrétně v letech 2007 až 2009 působil jako obchodní zástupce akciové společnosti Karpem v Horšovském Týně, v letech 2010 až 2016 pracoval v Německu jako lakýrník. Po návratu byl v letech 2016 až 2017 branch managerem ve společnosti Adecco Czech Republic a v letech 2017 až 2019 personalistou ve firmě MAHLE Holýšov. V letech 2019 až 2020 pak ještě působil jako specialista lidských zdrojů ve firmě KDK Automotive Czech.
Rudolf Špoták žije v Domažlicích, v části Hořejší Předměstí. Je ženatý.
Počátkem října 2022 byl zvolen předsedou Řídící komise pro Čechy Fotbalové asociace České republiky, která řídí fotbalové sudí v České fotbalové lize a v navazujících nižších soutěžích. Na valné hromadě konané v březnu 2025 zamýšlel kandidovat na post předsedy Plzeňského krajského fotbalového svazu. Kvůli tomu, že podal přihlášku odporující stanovám, volební komise kandidaturu zamítla.

## Politické působení
V komunálních volbách v roce 2006 kandidoval jako nezávislý za uskupení „Sdružení pro město Domažlice“ (tj. nezávislí kandidáti a SNK ED) do Zastupitelstva města Domažlice, ale neuspěl. Znovu kandidoval až ve volbách v roce 2018 jako nestraník za Piráty, ale opět neuspěl. Tentokrát však skončil jako první náhradník. Když tedy v březnu 2019 rezignoval na svůj mandát jeho stranický kolega Roman Kalous, stal se novým zastupitelem města. V komunálních volbách v roce 2022 kandidoval do zastupitelstva Domažlic ze 2. místa kandidátky České pirátské strany a byl zvolen.
Od roku 2018 je členem České pirátské strany. V krajských volbách v roce 2020 byl zvolen zastupitelem Plzeňského kraje, a to z pozice lídra kandidátky Pirátů. V listopadu 2020 se stal navíc náměstkem hejtmanky pro sociální oblast. Po rozpadu dosavadní krajské koalice na začátku roku 2022 a zformování nové krajské koalice Pirátů, hnutí ANO 2011 a hnutí STAN byl dne 14. února 2022 zvolen novým hejtmanem Plzeňského kraje. Ve funkci tak vystřídal Ilonu Mauritzovou.
V červnu 2023 v rozhovoru pro deník Právo uvedl, že nesouhlasí s vládním angažmá Pirátské strany. Označil ji jako páté kolo u vozu ve vládě Petra Fialy. Počátkem listopadu 2023 oznámil, že hodlá kandidovat na předsedu Pirátů, protože chce, aby se strana víc sjednotila a upřela síly spíše na nadcházející volební rok než na vnitrostranické boje. V polovině prosince oznámil, že kandidovat nebude, protože mezi členskou základnou nezískal žádnou podporu.
V lednu 2024 byl zvolen lídrem Pirátů v krajských volbách v roce 2024. Mandát zastupitele Plzeňského kraje se mu podařilo obhájit. Nicméně Piráti získali pouze 5,90 % hlasů a 3 mandáty. Nepodařilo se jim stát ani součástí krajské koalice a dne 30. října 2024 jej ve funkci hejtmana Plzeňského kraje vystřídal Kamal Farhan z hnutí ANO.
Na začátku roku 2025 ukončil členství v České pirátské straně.